# Nou Hampshire

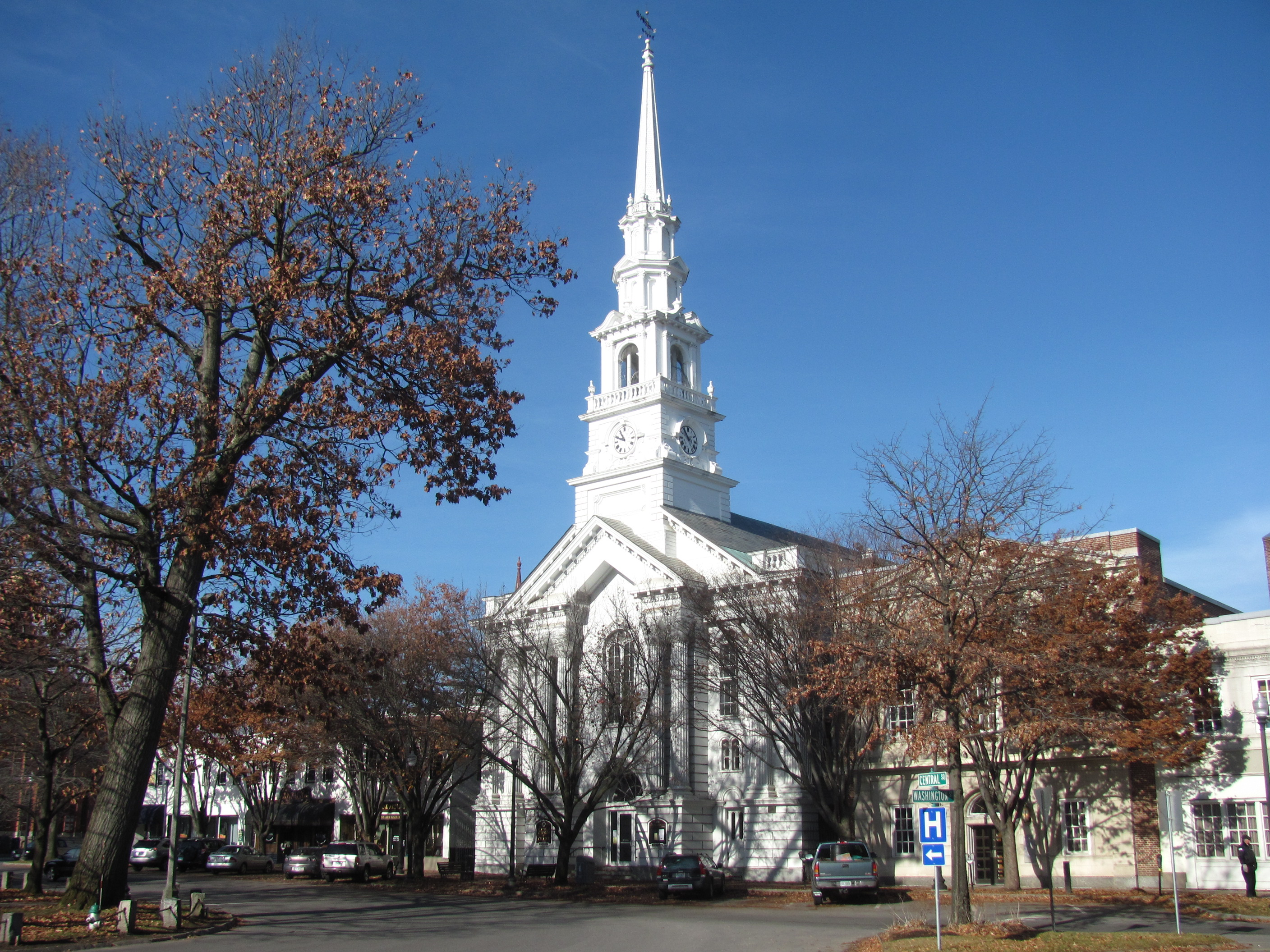
Església de Keene, NH

Nou Hampshire és un estat petit dels Estats Units. És a Nova Anglaterra, al nord-est del país, i limita al sud amb Massachusetts, a l'oest amb Vermont, al nord amb el Quebec (Canadà) i a l'est amb Maine i amb l'Atlàntic. Dels 50 estats és el 46è en extensió i el 41è en població. És una de les tretze colònies britàniques, i va ser la primera a declarar la independència. Va ser el primer estat a tenir la seva constitució (1776) i el novè en ratificar la constitució dels Estats Units, el 1788.
El sobrenom de Nou Hampshire és "l'estat de granit" ("The granite state"), Nou Hampshire té moltes pedreres de granit, encara que la importància d'aquest sector està en declivi, i té el rècord de velocitat del vent mai mesurat (a l'observatori de Mount Washington). El seu lema és "Viu lliure o mor" ("Live free or die"), lema que duen escrites les matrícules dels cotxes. El símbol de l'estat (també present a les matrícules dels cotxes) és l'"Old man of the mountain": les roques d'una muntanya el perfil de les quals recordava el d'una cara humana, fins que l'any 2003 un despreniment causat per l'erosió les va fer caure.
Algunes atraccions turístiques pròpies d'aquest estat són l'esquí alpí i altres activitats hivernals, i els espectaculars colors dels paisatges de tardor, propis dels seus boscs caducifolis.

## Etimologia
Nou Hampshire pren el seu nom del Comtat de Hampshire, a Anglaterra (Gran Bretanya). Així tenim un nom masculí, igual com diem Nou Mèxic perquè Mèxic és masculí en català, i Nova York, en femení, perquè el nom prové de la ciutat de York (Regne Unit), i Nova Jersey perquè el nom prové de l'illa de Jersey al Canal de la Mànega.

## Geografia

### Principals ciutats
|  | Manchester  | 107.006 |
|  | Nashua      | 86.605  |
|  | Concord     | 40.687  |
|  | Derry       | 34.021  |
|  | Rochester   | 28.461  |
|  | Salem       | 28.112  |
|  | Dover       | 26.884  |
|  | Merrimack   | 25.119  |
|  | Londonderry | 23.236  |
|  | Hudson      | 22.928  |

### Altres localitats destacades
| - Bedford - Berlin - Claremont - Durham - Franklin - Hampton - Hanover - Keene - Loudon | - Lebanon - Littleton - Milford - New London - Peterborough - Portsmouth - Randolph - Tilton |

## Demografia
La composició ètnica de la població de l'estat de Nou Hampshire, d'acord amb el cens dels EUA de l'any 2004, és la següent:
- Blancs 95,7%
- Asiàtics 1,7%
- Afroamericans0,8%
- Altres races 0,6%
- Mestissos 0,8%

Segons aquest mateix cens, els llatins o hispans (sense tenir en compte llur raça) són el 2,1% de la població de l'estat -l'any 2000, eren l'1,7% -. Quant als blancs no hispans, l'any 2000 eren el 95,1% de la població de Nou Hampshire.
Segons el cens dels EUA del 2000, a l'estat hi havia 8.162 amerindis (menys del 0,1% de la població). Per tribus, els principals són micmac (530), abnaki (497), penobscots (174), passamakoddy (108), maliseet (43), i originaris defora de l'estat, iroquesos (435), cherokees (868), blackfoot (434), sioux (228), i anishinaabemowin (113).

### Religió
L'any 1997 les religions més professades pels habitants de Nou Hampshire eren les següents:
- Protestantisme - 58,1%
- Catolicisme - 41,9%

## Política
Nou Hampshire ha votat tradicionalment republicà i té la reputació de ser l'estat més conservador de Nova Anglaterra.
En les eleccions presidencials de 2000, els votants de Nou Hampshire van donar la victòria al candidat republicà George W. Bush. En canvi, als comicis de l'any 2004, la victòria va ser per al candidat demòcrata John Kerry, cosa que converteix aquest estat en l'únic que votà demòcrata l'any 2004, havent votat republicà el 2000.
L'actual governador, des del 2017, és el republicà Chris Sununu.
Les dues cambres de l'estat estan controlades pel Partit Demòcrata. La cambra baixa de la legislatura estatal és la Cambra de Representants que està composta per 400 membres, convertint-se en la cambra estatal més gran dels Estats Units.
A nivell federal, els dos senadors de l'estat són els demòcrates Jeanne Shaheen and Maggie Hassan i els dos representants de l'estat són els també demòcrates Chris Pappas i Ann McLane Kuster.
Nou Hampshire és un dels poc estats de Nova Anglaterra en conservar la pena de mort.